# Łomianki
Łomianki este un oraș în Polonia. În 2015 avea 16656 de locuitori.